# Paul Lamb
Paul Lamb (ur. w 1955 w Blyth w hrabstwie Northumberland w Wielkiej Brytanii) – harmonijkarz bluesowy, lider grupy Paul Lamb & The King Snakes.
Swoją karierę rozpoczął w wieku 15 lat. W wieku 20 lat reprezentował swoją ojczyznę na World Harmonica Championships. W 1989 założył zespół Smokestack Lightning, który przekształcał się kolejno w Barfly oraz w Blues Burglars. Ten ostatni wydał swoją pierwszą płytę zatytułowaną Breaking In w 1986. Jego kolejnym zespołem był założony po przeprowadzce do Londynu Paul Lamb Blues Band, który w końcu przerodził się w Paul Lamb & King Snakes.

## Wyróżnienia
- Instrumentalist Of The Year w latach 1990, 1991, 1992, 1993, 1994 i 1995 przyznane przez British Blues Connection[2][1]
- UK Blues Band Of The Year (dla zespołu Paul Lamb & King Snakes) w latach 1991, 1992, 1993, 1997 i 1998